# Gráinne (Vorname)
Gráinne ist ein weiblicher Vorname aus Irland.
Der Ursprung des Namens ist nicht eindeutig geklärt, es wird jedoch angenommen,
dass der Name auf eine antike Korngöttin zurückgeht (siehe auch Granne).
Die heutige Schreibung des Namens ist identisch mit dem neuirischen Wort gráinne für Korn, bzw. Körnchen
Der Name erscheint in der irischen Mythologie in der Gestalt von Gráinne, der Tochter des legendären Hochkönigs von Irland Cormac mac Airt. Eine bekannte historische Figur, die den Namen trägt, ist die Piratenkönigin Gráinne Ní Mháille, die unter ihrer englischen Namensversion als Grace O’Malley bekannt ist. 
Die verschiedenen, anglisierten Formen des Namens wie Granya, Grace, Gertrude oder Gertie sind
lediglich lautliche Anlehnungen ohne weitergehenden Zusammenhang.
Der Name hat in Irland in den letzten Jahrzehnten eine Renaissance erlebt, 
so dass er heute im öffentlichen Leben Irlands häufig begegnet.

## Nachweise
1. ↑  FOCAL gráinne.